# Шепке, Франк
Франк Ше́пке (нем. Frank Schepke; 5 апреля 1935, Кёнигсберг — 4 апреля 2017, Киль) — немецкий гребец, выступавший за национальную сборную ФРГ по академической гребле в конце 1950-х — начале 1960-х годов. Чемпион летних Олимпийских игр в Риме, двукратный чемпион Европы, победитель многих регат национального и международного значения. Также известен как бизнесмен и политик.

## Биография
Франк Шепке родился 5 апреля 1935 года в городе Кёнигсберге провинции Восточная Пруссия. Серьёзно заниматься академической греблей начал во время обучения в Кильском университете в университетском гребном клубе ATV Ditmarsia Kiel, тренировался вместе со своим старшим братом Крафтом, который впоследствии тоже стал довольно известным гребцом.
Первого серьёзного успеха на взрослом международном уровне добился в сезоне 1959 года, когда вошёл в основной состав западногерманской национальной сборной и побывал на чемпионате Европы в Маконе, откуда привёз награду золотого достоинства, выигранную в зачёте распашных восьмёрок с рулевым. Во многом причиной успеха послужило объединение усилий со спортсменами другого немецкого гребного клуба Ratzeburger Ruderclub, совместно с которым ранее они выиграли чемпионат ФРГ в восьмёрках. По итогам сезона Шепке был награждён Серебряным лавровым листом, высшей спортивной наградой Германии.
Благодаря череде удачных выступлений Франк Шепке удостоился права защищать честь страны на летних Олимпийских играх 1960 года в Риме — здесь так же обогнал всех своих соперников в восьмёрках и завоевал тем самым золотую олимпийскую медаль. За это выдающееся достижение получил ещё один Серебряный лавровый лист.
После римской Олимпиады Шепке ещё в течение некоторого времени оставался в главной гребной команде Западной Германии и продолжал принимать участие в крупнейших международных соревнованиях. Так, в 1961 году он выступил на чемпионате Европы в Праге, где вновь стал чемпионом, но на сей раз в распашных рулевых четвёрках. Вскоре в том же сезоне окончил Кильский университет, получив степень доктора философии в области сельскохозяйственных наук, соответственно покинул университетскую команду и в связи с этим принял решение завершить спортивную карьеру.
Работал консультантом на фермерских хозяйствах, а позже открыл в Бад-Ольдесло собственную клининговую компанию. Проявил себя и как политик, участвовал в парламентских выборах 1965 года от ультраправой Национал-демократической партии Германии. Тем не менее, в 1969 году ушёл из партии. В возрасте 55 лет осуществил свою давнюю мечту, стал владельцем собственной фермы. Участвовал в выборах 2009 и 2013 годов как независимый кандидат от городов Плён и Ноймюнстер соответственно. Был инициатором введения региональной валюты KannWas в федеральной земле Шлезвиг-Гольштейн.
Умер 4 апреля 2017 года в городе Киль в возрасте 81 года.